# Ultimato (revista)
Ultimato é uma publicação evangélica brasileira. É publicada pela Editora Ultimato desde 1 de Janeiro de 1968, quando era um pequeno tabloide. É amplamente distribuída, inclusive a paróquias católicas. Hoje é uma das principais revistas do meio evangélico brasileiro, e também a mais antiga, com artigos de Robinson Cavalcanti e, até 2011, Ricardo Gondim, que perdeu a sua posição devido a seu posicionamento público a favor do casamento entre pessoas do mesmo sexo.
Seu fundador foi Elben Magalhães Lenz César (1930-2016).

## História
Embora tenha sido criada em 1976, a revista descende do Jornal Ultimato, criado em 1968. A publicação se denomina como um produto de comunicação evangélico, não denominacional, tendo como principal objetivo levar evangelização e edificação ao leitor cristão e não cristão.